# Municipio de Wilmington (condado de Lawrence)
El municipio de Wilmington (en inglés: Wilmington Township) es un municipio ubicado en el condado de Lawrence en el estado estadounidense de Pensilvania. En el año 2000 tenía una población de 2.760 habitantes y una densidad poblacional de 53 personas por km².

## Geografía
El municipio de Wilmington se encuentra ubicado en las coordenadas 41°07′00″N 80°17′59″O / 41.11667, -80.29972.

## Demografía
Según la Oficina del Censo en 2000 los ingresos medios por hogar en la localidad eran de $40,179 y los ingresos medios por familia eran de $46,397. Los hombres tenían unos ingresos medios de $36,893 frente a los $26,719 para las mujeres. La renta per cápita de la localidad era de $18,323. Alrededor del 6,5% de la población estaba por debajo del umbral de pobreza.